# Anthony Cokett
Anthony Cokett (antes de 1517 - 1561) foi um político inglês. Ele foi um membro do Parlamento (MP) por Melcombe Regis em 1545, ao lado de Thomas Poley.
Anthony era o filho mais velho de Edward Cokett e Anna Froxmere de Appleton, Norfolk. Ele casou-se com Margaret, filha de Arthur Hopton e, portanto, era cunhado de Owen Hopton. Ele teve um filho, Arthur.